# Charly Brunner

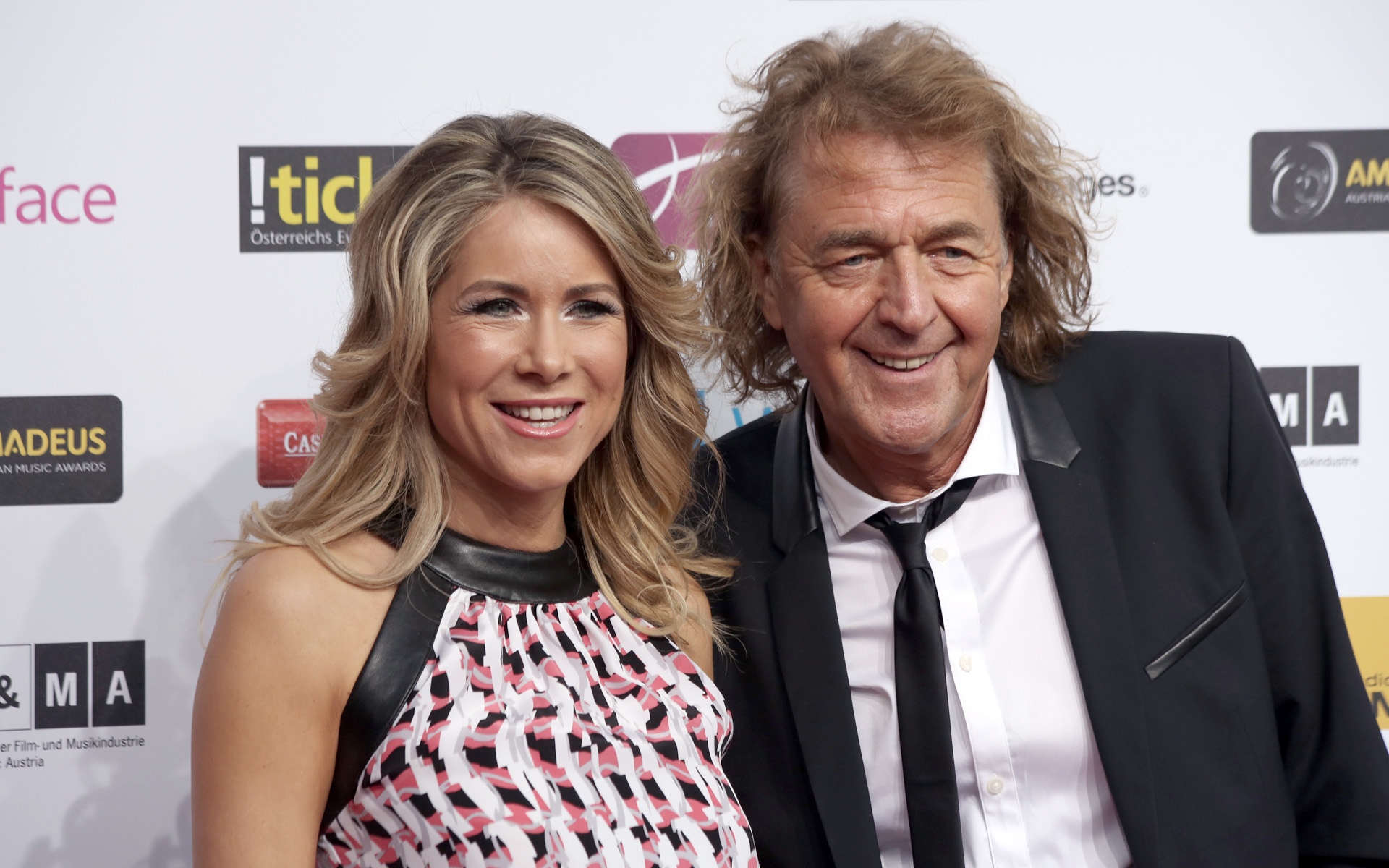
Charly Brunner met Simone Stelzer in 2014

Karl (Charly) Brunner (Graz, 28 februari 1955) is een Oostenrijks schlagerzanger. Hij maakt deel uit van het popduo Simone & Charly Brunner. Tot 2010 vormde hij samen met zijn broer Johann het popduo Brunner & Brunner.

## Biografie
Charly Brunner groeide op in Murau in Stiermarken en maakte vanaf zijn 15e muziek met zijn jongere broer Johann (Jogl). In de jaren tachtig maakten zij in hun thuisland deel uit van de coverband Happy, werden daarna bekend als Brunner & Brunner met popmuziek, voordat ze in 2010 aankondigden na 38 jaar samen te zijn geweest uit elkaar te gaan. Beiden kondigden hun intentie aan om solo verder te gaan in verschillende muzikale richtingen. Charly Brunner hield vast aan zijn beproefde popmuziek en bracht eind 2011 zijn eerste single Was immer du tust uit. Zijn solodebuutalbum Ich glaub' an die Liebe verscheen in februari 2012 en kon voortbouwen op zijn eerdere successen met een top 10-notering in Oostenrijk. Brunner schrijft de meeste teksten voor zijn liedjes zelf.
In 2013 vormde hij samen met Simone Stelzer het zangduo Simone & Charly Brunner. Ze namen eerst samen albums op als Charly Brunner & Simone en daarna als Brunner & Stelzer. Uit hun samenwerking zijn inmiddels twee albums voortgekomen: Das kleine große Leben en Alles geht!.
In 2014 werden ze geëerd met een Amadeus Award in de categorie Schlager.
Simone Stelzer en Charly Brunner kondigden hun liefde aan tijdens de Heimlich show van Florian Silbereisen op 17 maart 2018.

## Discografie

#### Albums
- 2012: Ich glaub' an die Liebe
- 2013: Das kleine große Leben (duet met Simone Stelzer)
- 2015: Alles Geht! (duet met Simone Stelzer)

#### Singles
- 2012: Was immer du tust
- 2012: Ich glaube an die große Liebe
- 2012: Ich denk noch an dich (duet met Simone Stelzer)
- 2013: Das kleine große Leben (duet met Simone Stelzer)
- 2013: Komm wach auf und tanz mit mir (duet met Simone Stelzer)
- 2014: Liebe ist Liebe (duet met Simone Stelzer)
- 2014: Das Lied von Lucy Jordan (duet met Simone Stelzer)
- 2014: Warm ums Herz (duet met Simone Stelzer)
- 2015: Buongiorno Amore (duet met Simone Stelzer)
- 2015: Arche Noah (duet met Simone Stelzer)
- 2016: Nur für den Moment (duet met Simone Stelzer)
- 2016: Woher weiß ich das es Liebe ist (duet met Simone Stelzer)
- 2016: Das kann uns keiner nehmen (duet met Simone Stelzer)